# Edda Művek 7. - Előzetes
Az Edda Művek 7. - Előzetes című kislemez az Edda Művek zenekar 1987-ben megjelent kiadványa. Két dal kapott rajta helyet: a "Fohász" és a "Megmondtam", melyek az 1988-as "Változó idők" című nagylemezre is felkerültek. Ez volt az utolsó stúdiófelvétel, melyen Csillag Endre és Mirkovics Gábor is közreműködött.
Az albumra felkerült változathoz képest apróbb különbségek hallhatóak a dalokban. A "Megmondtam" kislemezverziója hosszabb, a "Fohász"-é valamivel rövidebb. A szövegben is van különbség: a "Fohász" esetében a "Boldog karácsony, amire vágyunk, nem hitvány ajándéktömeg" hallható a végleges "Boldog élet, amire vágyunk, nem hitvány ígérettömeg" helyett; a "Megmondtam" szövegében pedig az hallható, hogy "ettől az ember nem lesz kemény", ahelyett, hogy "ettől a forint nem lesz kemény", továbbá az utolsó sor is úgy hangzik, hogy "a szégyenem szégyellem én", ahelyett, hogy "a szégyenünk szégyellem én".

## Számok listája
| #  | Cím        | Szerzők                                                                    | Hossz |
| -- | ---------- | -------------------------------------------------------------------------- | ----- |
| A1 | Fohász     | EDDA - Pataky Attila                                                       | 4:53  |
| B1 | Megmondtam | Csillag Endre, Donászy Tibor, Gömöry Zsolt, Mirkovics Gábor, Pataky Attila | 5:10  |

## Az együttes felállása
- Csillag Endre - szólógitár
- Donászy Tibor - dob
- Gömöry Zsolt - billentyűs hangszerek
- Mirkovics Gábor - basszusgitár
- Pataky Attila - ének